# Schellsburg
Schellsburg is een plaats (borough) in de Amerikaanse staat Pennsylvania, en valt bestuurlijk gezien onder Bedford County.

## Demografie
Bij de volkstelling in 2000 werd het aantal inwoners vastgesteld op 316.
In 2006 is het aantal inwoners door het United States Census Bureau geschat op 310, een daling van 6 (-1,9%).

## Geografie
Volgens het United States Census Bureau beslaat de plaats een oppervlakte van
1,0 km², geheel bestaande uit land. Schellsburg ligt op ongeveer 382 m boven zeeniveau.

## Plaatsen in de nabije omgeving
De onderstaande figuur toont nabijgelegen plaatsen in een straal van 16 km rond Schellsburg.